# Thomas Tollemache
Pour les articles homonymes, voir Tollemache.
Le lieutenant-général Thomas Tollemache (Talmash ou Tolmach) (env. 1651 – 1694) est un soldat anglais, le second fils de Sir Lionel Tollemache, 3e baronnet, de Helmingham Hall, Suffolk et de sa femme, Elizabeth Maitland, duchesse de Lauderdale.

## Biographie
En 1678 il devient capitaine des Guards avec laquelle il combattit à Tanger. En 1685 il est nommé lieutenant-colonel d'un régiment de fusiliers, mais rend son commandement peu après l'accession au trône de Jacques II.
Tollemache abandonne le roi catholique Jacques II en faveur du protestant Guillaume III, prince  d'Orange. Ce dernier renversera Jacques II durant la Glorieuse Révolution. Pour ses services rendus à Guillaume, devenu entre-temps Guillaume III d'Angleterre, il est nommé gouverneur de Portsmouth et colonel de la Coldstream Guards. Il devient membre du parlement britannique en 1689.
Il servira avec son régiment durant la guerre de la Ligue d'Augsbourg, dont entre autres la bataille de Walcourt en août 1689. En Irlande en 1691 avec le rang de major-général, il participera et gagna la gloire à la bataille d'Aughrim, ainsi que les sièges des villes de Athlone, Galway et Limerick. Dans les Pays-Bas il augmenta sa haute réputation avec la conduite des batailles de Steinkerque et Neerwinden.
En 1694 Tollemache propose et dirige une expédition contre le port de Brest, qui aboutira à la bataille de Camaret. La baie de Camaret renforcée par une tour de côte de Vauban repoussera cette invasion. Tollemache à la tête de ses troupes, sera blessé et mourra quelques jours plus tard de ses blessures en juin 1694 à Plymouth. Il sera enterré à l'église d'Helmingham.